# Dienstregeling
Met dienstregeling wordt bedoeld de planning naar tijd en plaats van een vervoerdienst. Strikt genomen zou dienstregeling ook gebruikt kunnen worden voor andere diensten dan vervoerdiensten maar dat wordt alleen in overdrachtelijke zin gedaan. Bij dienstregeling gaat het om een planning vooraf, dit ter onderscheiding van de regeling van de dienst tijdens de uitvoering.
Vaak heeft een dienst een nummer dat binnen één dag uniek is. Afhankelijk van het vervoermiddel wordt dit bijvoorbeeld een ritnummer (of meer specifiek een treinnummer) of een vluchtnummer genoemd.
Dienstregeling heeft nog een tweede betekenis: het is ook een aanduiding voor een schematische afbeelding van een dienstregeling, zoals op een vertrekstaat.

## Functies
Een dienstregeling kent verschillende functies:
- het informeren van de reizigers over het vervoersaanbod zodat zij hun reis kunnen plannen
- het instrueren van het personeel van de voertuigen over de tijden en route die zij moeten aanhouden

Op basis van de dienstregeling worden personeelsroosters en materieelinzet gepland.
Bij de spoorwegen is de dienstregeling in ruime zin de regeling van het beheer en gebruik van de spoorinfrastructuur. In dat kader is een dienstregeling een overzicht van het geplande railverkeersproduct van alle vervoerders in termen van vertrek-, doorkomst- en aankomsttijden van treinen op dienstregelpunten. Een dienstregelpunt is een punt dat een rol speelt bij de processen van de treindienst, zoals stations, haltes, aansluitingen, beweegbare bruggen en locaties relevant voor materieelbehandelingen en personeelsdiensten. De dienstregeling dient onder meer voor het instrueren van de railverkeersleiding hoe de seinen en wissels bediend moeten worden.
Voor de reiziger is de dienstregeling in feite de prospectus op basis waarvan hij kan beoordelen of hij van de vervoerdienst daadwerkelijk gebruik wil maken. Als de reiziger besluit daadwerkelijk van de vervoerdienst gebruik te maken wordt de dienstregeling dus ook het leveringscontract voor de dienst die de reiziger (in de rol van klant) van de vervoerder (in de rol van leverancier) afneemt. Als de vervoerder zijn leveringsverplichting niet waar kan maken, bijvoorbeeld door vertraging, dan kan de reiziger zijn geld terugvragen. (Lastig is alleen in de relatie tussen reiziger en vervoerder dat een deel van de kosten door de overheid betaald wordt waardoor ook een klant - leverancier relatie ontstaat tussen overheid en vervoerder en de vervoerder niet altijd het belang van de reiziger voor laat gaan.)

### Dienstregelingjaar
De Europese spoorwegen hanteren sinds 2002 een dienstregelingsjaar dat ingaat op de tweede zaterdag van december, om 24:00 uur - dus op zondag om 0:00 uur. Dit betreft niet alleen personenvervoer, maar ook capaciteitstoewijzing e.d. voor goederenvervoer. Tot en met 2001 begon het dienstregelingsjaar eind mei.
Bij het refereren aan een dienstregelingsjaar is het genoemde jaartal het jaar dat begint na de ingangsmaand; 'dienstregelingsjaar 2012' loopt bijvoorbeeld van zondag 11 december 2011 tot en met zaterdag 8 december 2012.

## Dienstregeling openbaar vervoer

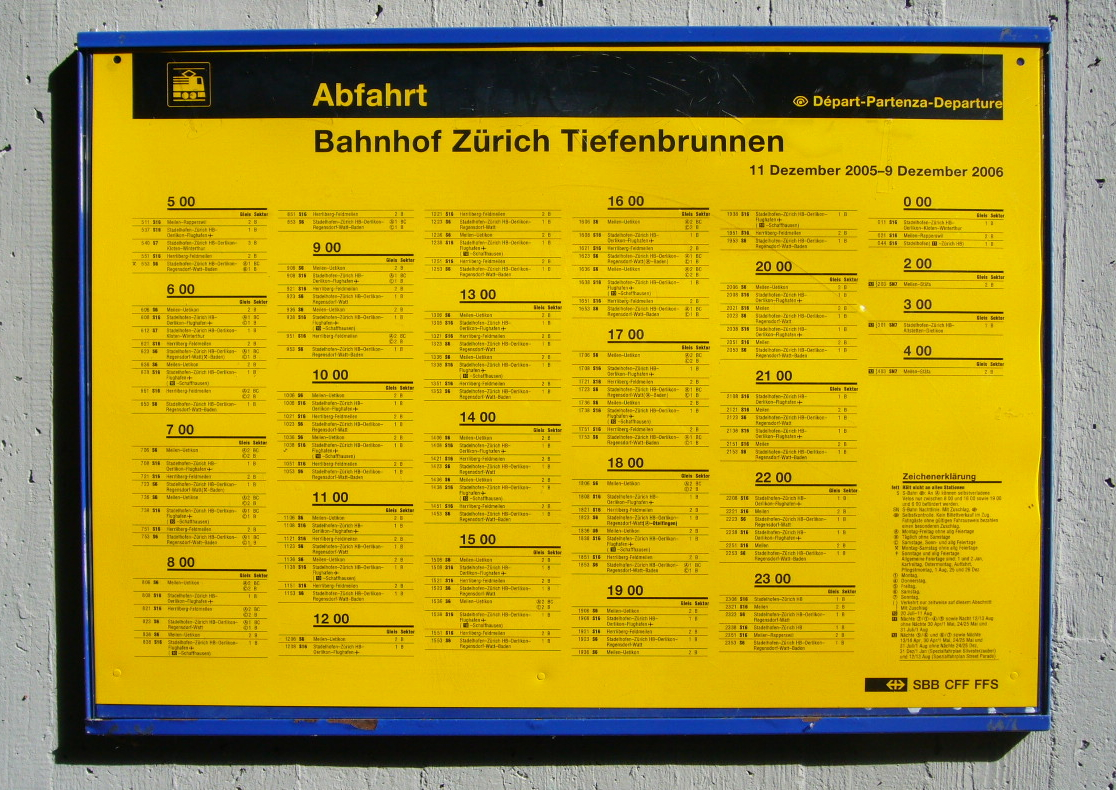
Vertrektijden van een trein op een gele poster, gebruikelijk in heel Europa (met uitzondering van de Britse eilanden).

Zoals gesteld wordt bij dienstregelingen meestal gedacht aan dienstregelingen in het openbaar vervoer. In een dienstregeling wordt bepaald wanneer klanten van A naar B kunnen reizen, en wanneer ze in B aankomen. In toenemende mate worden dienstregelingen in elektronische vorm beschikbaar gesteld. Dienstregelingen in de vorm van een folder komen nog wel veel voor, maar in boekvorm minder, wegens het gewicht, de kosten, en het up-to-date houden.
Zoals hierboven duidelijk is geworden, is de dienstregeling nauw verweven met de productieplanning: de personeelsdiensten en de materieelinzet.
Een dienstregeling voor een enkele buslijn kan eenvoudig worden opgebouwd. Men kan een bus naar het eindpunt laten rijden en daar onmiddellijk terug laten vertrekken naar het beginpunt.
Hoewel zo'n dienstregeling zeer efficiënt is (de bus wordt immers maximaal benut) wordt er meestal voor gekozen voor een dienstregeling met een vaste interval van 60, 30, 15 of zelfs 10 of 7½ minuten. Op die manier ontstaat een patroon dat voor de klant gemakkelijk te onthouden is.
Op het spoor ligt complexer dan bij het busvervoer. De capaciteit van het spoor is beperkt en bij het opstellen van een dienstregeling voor de trein moet terdege rekening gehouden worden met de capaciteit van de bereden baanvakken en knooppunten.

### Aansluitingen
Nog complexer wordt het door aansluitingen: deze zorgen ervoor dat een reiziger middels een overstap gemakkelijk van A naar B kan reizen, ook als er geen rechtstreekse dienst bestaat tussen deze twee plaatsen. Dit betekent wel dat treinen of bussen ongeveer tegelijk op een knooppunt moeten aankomen of vertrekken.

Knooppuntdienstregeling met een 00/30-symmetrie

Een van de meest geavanceerde dienstregelingsvormen tot nu toe is de knooppuntdienstregeling, waarbij veel treinseries ongeveer tegelijk op een aantal belangrijke knooppunten aankomen en vertrekken. De NS introduceerde deze systematiek als eerste in het project Spoorslag '70, en deze bleek zeer succesvol. Het concept is door diverse spoorwegmaatschappijen overgenomen en met name in Zwitserland verder geperfectioneerd.
Voorlopers van dit systeem waren te vinden in 1909 op de Hofpleinlijn (Scheveningen-Den Haag-Rotterdam Hofplein), 1927 op de Oude Lijn (Amsterdam-Rotterdam). Hier was het systeem: ieder half uur een sneltrein en iedere twee uur een stoptrein. Een doorbraak was 1934 waarbij twee treinseries met de DE-3 treinstellen en de stoomdiesels in Utrecht op hetzelfde tijdstip, in beide richtingen, aankwamen en vertrokken. Het ene uur Amsterdam-Eindhoven v.v. en Den Haag/Rotterdam-Arnhem v.v. en het andere uur Amsterdam-Arnhem v.v. en Den Haag/Rotterdam-Eindhoven, en deze sloten op elkaar aan op hetzelfde perron (cross-platform).
In 1938 werd een starre dienstregeling over het hele land van kracht. In dat jaar gingen 150 stations dicht, maar de overgebleven stations werden frequenter en klokvaster bediend. Deze dienstregeling werd minder star door de oorlogsuitvoering, maar in 1947 keerde zij terug. Spoorslag '70 was slechts een verdere perfectionering en uitbreiding van een zestigjarige ervaring.
Voor de klant betekent dit meer duidelijkheid door de vaste tijden een gemakkelijke overstap door treinseries (die vaste aansluitingen bieden). De treinseries leggen wel een grote belasting op de capaciteit van een overstapknooppunt, waardoor de punctualiteit in gevaar komen, wat weer kan betekenen dat aansluitingen voor de reiziger de mist ingaan.

### Multimodale dienstregelingen
In het IGO-project is deze dienstregelingsvorm voor het eerst in Nederland voor meerdere vervoersvormen toegepast; dat wil zeggen dat ook het busvervoer in de systematiek opgenomen werd. Dit bleek in de praktijk zeer succesvol. Vanaf eind jaren 1990 wordt dit project uitgevoerd door het geïntegreerde bus- en treinbedrijf Syntus.

### Organische planning
Recentelijk wordt in de spoorsector gesproken over organisch plannen. Hierbij worden dienstregelingstijden bepaald op basis van gemeten rijtijden en niet op basis van klantwensen en berekening. Reden om dit te doen is dat op drukke baanvakken treinen soms opgehouden worden omdat een voorgaande trein nog niet weg is. In de huidige systematiek leidt dit tot vertragingen omdat bij het berekenen van rijtijden geen rekening gehouden wordt met de onderlinge hinder van treinen. Deze aanpak is vergelijkbaar met de werkwijze van bus- en trambedrijven. Vooralsnog houdt de spoorsector echter vast aan de systematiek van een conflictvrije dienstregeling waardoor in theorie geen onderlinge hinder van treinen voorkomt.